# Lettere da Iwo Jima
Lettere da Iwo Jima (Letters from Iwo Jima) è un film del 2006 diretto da Clint Eastwood, che affronta il tema della battaglia di Iwo Jima durante la seconda guerra mondiale dal punto di vista dell'esercito giapponese.
Il film è complementare alla precedente opera del regista, Flags of Our Fathers, che considera la stessa battaglia dal punto di vista delle truppe statunitensi. Il soggetto è tratto dal romanzo Picture Letters from Commander in Chief di Tadamichi Kuribayashi. Lettere da Iwo Jima e Flags of Our Fathers rappresentano l'omaggio che Eastwood ha voluto dedicare ai caduti di entrambi gli schieramenti.

## Trama
2005. Un gruppo di archeologi giapponesi che stanno eseguendo degli scavi nelle grotte dell'isola di Iwo Jima ritrovano una sacca militare sotterrata nella sabbia.
1944. Il generale Tadamichi Kuribayashi viene inviato a comandare il piccolo contingente giapponese sull'isola di Iwo Jima, da poco divenuta linea di confine dopo la perdita dei domini giapponesi nel sud del Pacifico. Del contingente fanno parte molti giovani soldati, la maggior parte dei quali arruolati con la forza e senza quasi nessuna esperienza di combattimento; tra questi ci sono il soldato Saigo, un giovane panettiere che ha lasciato a casa la moglie incinta, e il suo amico Kashiwara. Mentre scavano le trincee destinate a proteggere la spiaggia, Saigo e Kashiwara si fanno sfuggire alcuni commenti poco appropriati sul corso della guerra e sulla necessità di dare la vita per difendere un'isola all'apparenza di così scarso valore; bollati come antipatriottici, vengono bastonati dal loro superiore, ma sono salvati da ulteriori punizioni dall'intervento del generale.
Kuribayashi, uomo di grande levatura morale e con un profondo rispetto tanto del nemico quanto della vita dei suoi uomini, è consapevole del fatto che ormai la guerra è perduta, ma da soldato dell'imperatore è determinato a difendere l'isola il più a lungo possibile, così da dare modo alle retrovie di fortificare l'arcipelago in vista di una probabile imminente invasione statunitense del Giappone. Il generale, da acuto stratega, ordina di abbandonare lo scavo delle trincee per concentrarsi invece sulla creazione di grotte sotterranee destinate a collegare tra di loro tutti i punti di Iwo Jima e a garantire, oltre ad una rapida e sicura mobilità, anche la possibilità di tendere continue imboscate ai soldati statunitensi. Il fulcro delle operazioni giapponesi sull'isola sarà il monte Suribachi, che viene pesantemente fortificato e alla difesa del quale viene assegnato, tra gli altri, anche Saigo, che nel frattempo vede il suo amico Kashiwara morire a causa della dissenteria di cui soffrono molti soldati.
Il comando delle forze corazzate, per la maggior parte vecchi Type 95 e Type 97 mezzi sgangherati, viene affidato al carismatico tenente colonnello Takeichi Nishi, che aveva precedentemente informato Kuribayashi che la marina, uscita sconfitta dalle recenti battaglie, non ha alcuna intenzione di inviare a Iwo Jima rinforzi, distanti oltre 1000 km in campo nemico. A rinfoltire un po' i ranghi dell'esercito stanziato sull'isola arriva uno sparuto gruppo di uomini, i soli che il comando di Tokyo abbia accettato di inviare; tra questi vi è il sostituto di Kashiwara, Shimizu, che in quanto membro della Kempeitai è sospettato dai compagni di essere stato inviato lì onde disincentivare, in vista dell'imminente battaglia, fenomeni di codardia e diserzione: in seguito si scoprirà che Shimizu è stato cacciato dalla polizia militare e mandato al fronte perché, durante la sua prima ronda, non aveva avuto cuore di uccidere un cane di una famiglia che, a detta del suo superiore, disturbava le comunicazioni con il suo abbaiare.
Il 19 febbraio del 1945 inizia la battaglia. La tattica di Kuribayashi inizialmente sembra funzionare, con migliaia di marines falcidiati dalle postazioni nemiche nascoste sottoterra o abilmente mimetizzate; alla lunga però la superiorità numerica degli statunitensi e l'incessante bombardamento aeronavale finiscono per logorare le difese giapponesi, specialmente sul Suribachi. Il generale ordina ai pochi soldati rimasti a difesa della montagna di ritirarsi, ma il comandante della divisione e molti suoi uomini rifiutano di arretrare e compiono il suicidio rituale con delle granate. Solo Saigo, Shimizu e pochi altri obbediranno all'ordine, riuscendo, dopo una lunga e difficile traversata di notte, a riunirsi con il grosso delle restanti forze giapponesi.
Nei giorni che seguono si compiono i destini di molte altre persone, mentre i giapponesi si vedono sempre più annientati. Il luogotenente Ito, disobbedendo agli ordini del generale, che bolla come "simpatizzante degli statunitensi", reso folle dalla sua determinazione, cerca di compiere un attacco banzai assieme ai suoi uomini, che tuttavia si rifiutano di sprecare la loro vita in modo tanto insensato, e al termine della battaglia, oltre a non essere riuscito nei suoi propositi, subirà anche l'umiliazione della cattura; il tenente colonnello Nishi, che durante la battaglia aveva anche tentato di salvare la vita ad un giovane soldato statunitense ferito intrattenendo con lui un breve e commovente colloquio prima di vederlo morire, rimane accecato dallo scoppio di una granata e si toglie la vita dopo aver ordinato ai suoi uomini di ripiegare.
Shimizu, dopo aver raccontato la sua storia, riesce a disertare e si consegna al nemico, ma viene ucciso a tradimento dallo stesso marines assegnato a sorvegliarlo. Per un tragico scherzo del destino i loro corpi, rinvenuti da una pattuglia di cui fa parte anche Saigo, verranno usati come monito per mostrare a tutti quale sia il destino che gli statunitensi riservano a chi si arrende, disincentivando ulteriori diserzioni e spingendo anzi i giapponesi a combattere con più determinazione e foga di prima.
Il 26 marzo la battaglia è ormai perduta. Il generale Kuribayashi, conscio del fatto che tutto è ormai finito ma determinato ad adempiere fino all'ultimo al proprio dovere, con tutti i soldati rimasti comanda un gigantesco attacco banzai contro la principale base statunitense; la carica dei giapponesi è valorosa e determinata, e li porta quasi ad irrompere nella base, ma alla fine vengono quasi tutti massacrati. All'alba Kuribayashi, ferito e morente, chiede al suo attendente Fujita di aiutarlo a compiere il seppuku, ma - prima di poter esaudire il desiderio del suo comandante - Fujita viene ucciso da un cecchino.
Poco dopo sopraggiunge Saigo, sopravvissuto all'attacco banzai perché lasciato nelle grotte a distruggere documenti e altro materiale, che dopo aver assistito alla morte del generale ne seppellisce il corpo. Nel mentre un gruppo di marines raggiunge la spiaggia, e quando Saigo si accorge che uno di loro ha preso come un trofeo la pistola del generale, un regalo che Kuribayashi aveva ricevuto durante una visita ufficiale negli Stati Uniti, ha una reazione violenta; i marines tuttavia non lo uccidono, limitandosi a tramortirlo, per poi portarlo nel loro ospedale da campo assieme ai pochi altri giapponesi sopravvissuti.
La scena torna quindi al presente, dove gli archeologi, aperta la sacca (che lo stesso Saigo aveva sotterrato poco prima della cattura), vi trovano dentro le centinaia di lettere scritte dai soldati giapponesi ai propri cari in patria.

## Produzione
Il film è quasi interamente girato in lingua giapponese, ma è di produzione statunitense. Anche in Italia, come negli Stati Uniti, è stato distribuito con i sottotitoli. Nella versione DVD è stato aggiunto il doppiaggio in italiano.

## Colonna sonora
La colonna sonora di Lettere da Iwo Jima, intitolata Letters from Iwo Jima, è stata pubblicata il 7 gennaio 2007 dalla Milan Records ed è composta da Kyle Eastwood e Michael Stevens.

### Tracce
1. Main Titles
2. Letters Montage
3. Preparing for the Battle
4. Suicide
5. Enemy Fire
6. Shimizu's Past
7. Dinner Party
8. Nearing the End
9. Kuribayashi's Farewell Letter
10. Song for the Defense of Iwo Jima
11. Kuribayashi Pleads for Death
12. End Titles Part 1
13. End Titles Part 2

## Premi e riconoscimenti
- 2007 - Premio Oscar
  - Miglior montaggio sonoro a Alan Robert Murray e Bub Asman
  - Candidatura Miglior film a Clint Eastwood, Steven Spielberg e Robert Lorenz
  - Candidatura Migliore regia a Clint Eastwood
  - Candidatura Migliore sceneggiatura originale a Iris Yamashita e Paul Haggis
- 2007 - Golden Globe
  - Miglior film straniero
  - Candidatura Migliore regia a Clint Eastwood
- 2007 - Broadcast Film Critics Association Award
  - Miglior film straniero
  - Candidatura Miglior film
  - Candidatura Migliore regia a Clint Eastwood
- 2006 - Chicago Film Critics Association Award
  - Miglior film straniero
  - Candidatura Migliore regia a Clint Eastwood
  - Candidatura Migliore sceneggiatura originale a Iris Yamashita e Paul Haggis
  - Candidatura Migliore fotografia a Tom Stern
  - Candidatura Miglior colonna sonora a Kyle Eastwood e Michael Stevens
- 2006 - National Board of Review Award
  - Miglior film
- 2007 - Kansas City Film Critics Circle Award
  - Miglior film straniero
- 2006 - Los Angeles Film Critics Association Award
  - Miglior film
- 2007 - David di Donatello
  - Candidatura Miglior film straniero (USA)
- 2007 - Nastro d'argento
  - Regista del miglior film straniero (USA)